# Катрин Алрик
Катрѝн Алрѝк (на френски: Catherine Alric) e френска киноактриса. 

## Биография
Дебютира в киното през 1975 г. с ролята на Катрин във филма „Непоправимият“. До началото на 2010 г. се е снимала в 42 филма и сериали. В България е известна и с ролите си на Силви Ноек от филма „Реванш на жените“, на Сиси в сериала „Завръщането на Арсен Люпен“ и на Линда от сериала „Сен Тропе“.
Авторка е и на няколко книги за деца.
Живее с първия френски космонавт Жан-Лу Кретиен.

## Филмография
- 1975: Непоправимият (L'Incorrigible)
- 1977: Julie pot de colle
- 1978: One, Two, Two : 122, rue de Provence
- 1978: Tendre poulet
- 1979: Le cavaleur
- 1979: L’associé
- 1980: On a volé la cuisse de Jupiter
- 1981: La revanche
- 1985: Liberté, égalité, choucroute
- 1987: Arrivederci e grazie
- 1988: Les cigognes n’en font qu’à leur tête
- 1989: Le Retour d'Arsène Lupin
- 1990: Promotion canapé